# Alexander de Carvalho
Alexander Alfred Charles (Alexander) de Carvalho (Londen, 9 december 1984) is de oudste zoon van Charlene de Carvalho-Heineken en sinds 2013 niet-uitvoerend lid van de raad van beheer van de holding van bierconcern Heineken.
De Carvalho is sinds 17 januari 2011 als ‘associate’ verbonden aan Lion Capital, een private equity firm. Zijn moeder, de enige dochter en erfgename van Freddy Heineken, heeft als grootaandeelhouder al zitting in de raad van beheer. De voordracht om Alexander de Carvalho met ingang van 25 april 2013 voor vier jaar te benoemen paste volgens het bedrijf 'in de traditie van persoonlijke betrokkenheid van opvolgende generaties van de familie Heineken bij de Heineken-groep'.
De Carvalho zat in Eton op kostschool en is afgestudeerd aan de Amerikaanse Harvard-universiteit, waar hij ook lid werd van de zeer exclusieve Porcellian Club. Daarna heeft hij ervaring opgedaan in de financiële sector. Hij werkte onder meer bij de Oostenrijkse Bank Gutmann op de afdeling Alternatieve Investeringen. Hij heeft zowel de Nederlandse als de Britse nationaliteit.
Op 8 maart 2012 verloofde De Carvalho zich met Stephanie Teresita Francisca Maria Annunciata Walpurga Thekla Gräfin und Edle Herrin von und zu Eltz genannt Faust von Stromberg (Wenen, 25 februari 1984), student geneeskunde, dochter van Alexander Graf und Edler Herr von und zu Eltz genannt Faust von Stromberg (1947), dr. med., en Maija Caroline Spann (1958), dr. med. en zo via haar vader een kleindochter van Henriette prinses von und zu Liechtenstein (1914-2011), zus van Frans Jozef II van Liechtenstein (1906-1989), vorst van Liechtenstein.